# Christopher Brain, 2. Baron Brain
Christopher Langdon Brain, 2. Baron Brain (* 30. August 1926; † 15. August 2014) war ein britischer Adliger und Politiker.

## Leben
Brain war der älteste Sohn von Russell Brain, 1. Baron Brain, aus dessen Ehe mit Stella Langton-Down. Er besuchte die Privatschule Leighton Park School in Reading und studierte am New College der Universität Oxford. Sein Studium schloss er 1956 als Master of Arts. Vorher hatte er von 1946 bis 1948 Wehrdienst bei der Royal Navy geleistet. Beruflich war er in britischen Wirtschaftsverbänden tätig, in der Londoner Weavers’ Company war er zunächst ab 1955 Liveryman, von 1974 bis 1975 Upper Warden, 1983 bis 1984 Renter Bailiff und 1984 bis 1985 Upper Bailiff. Schließlich war er Regionalrat der Britischen Handelskammer in Frankreich (Regional Councillar of the British Chamber of Commerce in France). 1970 wurde er Associate der Royal Photographic Society und 1973 wurde er Direktor einer Unternehmensberatungsgesellschaft.
1966 erbte er beim Tod seines Vaters dessen Titel als 2. Baron Brain (geschaffen 1962) und 2. Baronet, of Reading (geschaffen 1954). Mit dem Baronstitel war ein Sitz im House of Lords verbunden, den er auf Seiten der Conservative Party einnahm und bis zum Inkrafttreten des House of Lords Act im November 1999 innehatte. Zu den Wahlen um einen der verbliebenen Sitze im House of Lords trat er in der Folgezeit nicht an.
Aus seiner 1953 geschlossenen Ehe mit Susan Mary Morris († 2007) gingen drei Töchter hervor. Da er keine Söhne hinterließ, erbte bei seinem Tod 2014 sein Bruder Hon. Michael Cottrell Brain (* 1928) seine beiden Adelstitel.